# Créhange
Créhange (fràncic lorenès Krischingen) és un municipi francès situat al departament del Mosel·la i a la regió del Gran Est. L'any 2007 tenia 3.974 habitants.

## Demografia

### Població
El 2007 la població de fet de Créhange era de 3.974 persones. Hi havia 1.516 famílies, de les quals 376 eren unipersonals (120 homes vivint sols i 256 dones vivint soles), 448 parelles sense fills, 548 parelles amb fills i 144 famílies monoparentals amb fills.
La població ha evolucionat segons el següent gràfic:
Habitants censats

### Habitatges
El 2007 hi havia 1.608 habitatges, 1.531 eren l'habitatge principal de la família, 10 eren segones residències i 67 estaven desocupats. 1.241 eren cases i 359 eren apartaments. Dels 1.531 habitatges principals, 1.039 estaven ocupats pels seus propietaris, 421 estaven llogats i ocupats pels llogaters i 71 estaven cedits a títol gratuït; 39 tenien una cambra, 47 en tenien dues, 203 en tenien tres, 436 en tenien quatre i 806 en tenien cinc o més. 1.206 habitatges disposaven pel capbaix d'una plaça de pàrquing. A 658 habitatges hi havia un automòbil i a 617 n'hi havia dos o més.

### Piràmide de població
La piràmide de població per edats i sexe el 2009 era:
| Homes | Edats   | Dones |
| ----- | ------- | ----- |
| 0     | 95 o +  | 4     |
| 0     | 90 a 94 | 20    |
| 20    | 85 a 89 | 52    |
| 4     | 80 a 84 | 52    |
| 52    | 75 a 79 | 68    |
| 96    | 70 a 74 | 128   |
| 92    | 65 a 69 | 100   |
| 56    | 60 a 64 | 80    |
| 72    | 55 a 59 | 56    |
| 128   | 50 a 54 | 116   |
| 160   | 45 a 49 | 168   |
| 156   | 40 a 44 | 156   |
| 148   | 35 a 39 | 144   |
| 144   | 30 a 34 | 120   |
| 124   | 25 a 29 | 132   |
| 128   | 20 a 24 | 72    |
| 168   | 15 a 19 | 132   |
| 132   | 10 a 14 | 112   |
| 108   | 5 a 9   | 160   |
| 104   | 0 a 4   | 92    |

## Economia
El 2007 la població en edat de treballar era de 2.578 persones, 1.706 eren actives i 872 eren inactives. De les 1.706 persones actives 1.494 estaven ocupades (831 homes i 663 dones) i 212 estaven aturades (85 homes i 127 dones). De les 872 persones inactives 287 estaven jubilades, 220 estaven estudiant i 365 estaven classificades com a «altres inactius».

### Ingressos
El 2009 a Créhange hi havia 1.560 unitats fiscals que integraven 3.918,5 persones, la mediana anual d'ingressos fiscals per persona era de 16.293 €.

### Activitats econòmiques
Dels 132 establiments que hi havia el 2007, 5 eren d'empreses extractives, 3 d'empreses alimentàries, 5 d'empreses de fabricació d'altres productes industrials, 23 d'empreses de construcció, 26 d'empreses de comerç i reparació d'automòbils, 10 d'empreses de transport, 6 d'empreses d'hostatgeria i restauració, 2 d'empreses d'informació i comunicació, 3 d'empreses financeres, 6 d'empreses immobiliàries, 14 d'empreses de serveis, 21 d'entitats de l'administració pública i 8 d'empreses classificades com a «altres activitats de serveis».
Dels 39 establiments de servei als particulars que hi havia el 2009, 1 era una oficina de correu, 2 oficines bancàries, 6 tallers de reparació d'automòbils i de material agrícola, 1 taller d'inspecció tècnica de vehicles, 1 autoescola, 3 paletes, 3 guixaires pintors, 4 fusteries, 2 lampisteries, 2 electricistes, 1 empresa de construcció, 4 perruqueries, 1 agència de treball temporal, 4 restaurants, 2 agències immobiliàries i 2 salons de bellesa.
Dels 7 establiments comercials que hi havia el 2009, 2 eren supermercats, 1 una botiga de menys de 120 m², 1 una peixateria, 1 una llibreria i 2 floristeries.
L'any 2000 a Créhange hi havia 5 explotacions agrícoles que ocupaven un total de 665 hectàrees.

## Equipaments sanitaris i escolars
El 2009 hi havia 1 psiquiàtric, 2 centres de salut, 1 farmàcia i 1 ambulància.
El 2009 hi havia 4 escoles maternals i 3 escoles elementals.

## Poblacions més properes
El següent diagrama mostra les poblacions més properes.